# Rohová
Rohová je národní přírodní rezervace západně od obce Dlouhá Loučka v okrese Svitavy. Lokalita o rozloze 273,3715 ha se nachází v katastrálních územích Boršov u Moravské Třebové, Dlouhá Loučka a Křenov v okrese Svitavy v Pardubickém kraji.

## Předmět ochrany
Předměty ochrany jsou zde přirozené lesní ekosystémy suťových lesů a bučin, skalní ekosystémy skal a drolin, biotopy vzácných a ohrožených druhů rostlin ploštičníku evropského (Cimicifuga  europaea), starčku skalního (Senecio rupestris) a tisu červeného (Taxus baccata), včetně jejich populací, a severojižně orientovaná kuesta se strmým svahem na východní straně. Chráněné území bylo ohroženo v letech 2011-2012 rozhodnutím o nešetrné těžbě dřeva.